# Formosatettix martensi
Formosatettix martensi är en insektsart som beskrevs av Sigfrid Ingrisch 2001. Formosatettix martensi ingår i släktet Formosatettix och familjen torngräshoppor. Inga underarter finns listade i Catalogue of Life.